# قوات الدعم السريع
قوات الدعم السريع هي مليشيا شبه عسكرية مشكّلة ومكوّنة من مليشيات الجنجويد التي كانت تقاتل نيابة عن الحكومة السودانية خلال الحرب في دارفور. كانت تُدار قوات الدعم السريع من قِبل جهاز المخابرات والأمن الوطني وهذا الأخير يقبعُ تحت قيادة القوات المسلحة السودانية. تأتمر قوات الدعم السريع بأمرِ محمد حمدان دقلو المعروف أيضًا باسمِ «حميدتي» الذي برزَ بعدَ سقوط نظام البشير وصارَ في وقتٍ لاحق نائب رئيس المجلس العسكري الذي ينوي قيادة البلاد في الفترة الانتقاليّة. خلال الاحتجاجات السودانية في عام 2019؛ وبعدَ الانقلاب العسكري الذي نفذه الجيش والذي مكّنه من الوصول للسلطة؛ صارَ لقوات الدعم السريع صلاحيات أكبر ولعبت الدور الأبرز فِي القمع العنيف للمتظاهرين المؤيدين للديمقراطية. إلى جانب قوات الأمن الأخرى؛ نفذت قوات الدعم السريع مجزرة القيادة العامة في يونيو/حزيران 2019 والتي راحَ ضحيّتها أكثر من 100 شخص من المُعتصمين العُزَّل في العاصِمة. وفي 6 أيلول/سبتمبر 2023 بعد تمرد قوات الدعم السريع على القوات المسلحة السودانية والقتال ضدها، صدر مرسوم رسمي يحل قوات الدعم السريع، وينهي القانون الذي تشكلت بموجبه.

## التأسيس
تُعدّ ميليشيا الدعم السريع هي نفسها ميليشيات الجنجويد التي استخدمتها وتستخدمها الحكومة السودانية في محاولاتها لمحاربة التمرد المناهض للحكومة خلال الحرب في دارفور. شُكّلت قوات الدعم السريع رسميًا في آب/أغسطس 2013 بعدما تمّت إعادة هيكلتها فأصبحت تحت قيادة جهاز الأمن والمخابرات الوطني وذلك في أعقاب إعادة تنشيط ميليشيات الجنجويد من أجل محاربة الجماعات المتمردة في إقليم دارفور وجنوب كردفان وولاية النيل الأزرق في أعقاب الهجمات المشتركة من قبل متمردي الجبهة الثورية السودانية في شمال وجنوب كردفان في نيسان/أبريل 2013.

## المَهام
بالإضافة إلى دورها في دارفور؛ عادةً ما يتمّ نشرُ قوات الدعم السريع أيضاً للقيام بدوريات على الحدود مع ليبيا ولجمع اللاجئين الإريتريين والإثيوبيين وذلك في إطار تنفيذ بنود مبادرة مشتركة بين الدول الأوروبية والأفريقية بما في ذلك السودان لوقف تدفق المهاجرين إلى أوروبا.

## التدخلات العسكريّة

### الحرب في دارفور
لدى قوات الدعم السريع «سجّل سيئ للغاية» في مجال حقوق الإنسان وذلك بسببِ ما قامت بهِ خلال الحرب في دارفور من مهاجمةٍ للقرى وإحراقٍ للمنازل ونهبها فضلًا عن ضربِ القرويين واغتصابهم بمساعدة جوية وبرية من القوات المسلحة السودانية.

### الحرب الأهلية اليمنية
شاركت قوات الدعم السريع في الحرب الأهلية اليمنية؛ حيثُ انخرطت عسكريًا – رفقة قوات الأمن السودانية الأخرى – في التدخل الذي تقوده المملكة العربية السعودية في اليمن وتعرّضت لانتقادات عدّة بسببِ هذه المُشاركة في ظل تدهور أوضاع اليمن بسبب الحرب التي سببها الميليشيات الحوثية المدعومة من إيران الحوثي.

### مجزرة القيادة العامّة
قامت قوات الدعم السريع في الثالث من يونيو/حزيران 2019 بفض اعتصام القيادة العامّة بشكلٍ عنيف ما تسبّب في مقتل 100 محتج سلمي على الأقل ومئات الجرحى كما قامت بعضُ عناصر الدعم باغتصابِ النساء والرجال على حدٍ سواء فضلًا عن نهب منازل المدنيين في العاصِمة وفي مدن أخرى في نفسِ يوم المجزرة. بعدَ أحداث المجزرة بيومٍ واحد؛ انتشرت تقارير إخباريّة تُفيد بأن قوات الدعم السريع قد ربطت بعض جثث قتلى المتظاهرين بأحجار إسمنتيّة ثقيلة ثمّ رموا تلك الجثث في قاعِ النهر حتى لا تطفوا فوق السطح ويتمّ اكتشافها. في السياق ذاته؛ ذكرت اللجنة المركزية للأطباء أن أكثر من 100 شخص قد قتلوا خلال أحداث فض الاعتصام. وفي ردود الفعل حول ما حصل؛ علّقت قوى الحرية والتغيير مفاوضاتها معَ المجلس العسكري إلى حين تقديم كل المشاركين في الجريمة إلى العدالة فيمَا دعا كومي نايدو رئيس منظمة العفو الدولية إلى الانسحاب الفوري لجميع أفراد قوات الدعم السريع داعيًا إلى إنفاذ القانون في أي مكان في السودان وخاصّة في الخرطوم.
بالإضافة إلى عمليات القتل والاغتصاب والنهب في الخرطوم؛ اتُهمت قوات الدعم السريع بارتكابِ انتهاكات جسيمة أخرى خِلال احتجاجات عام 2019 بمَا في ذلك استهداف الاعتصامات السلمية ومحاولة فضها بأيّ طريقةٍ كانت، والهجمات على المُستشفيات، كمَا أفادت اللجنة المركزية للأطباء السودانيين أن قوات الدعم السريع (الجنجويد سابقًا) قد قتلوا بالرصاص تسعة أشخاص في سوق قرية دليج في وسط دارفور في 10 يونيو/حزيران من نفسِ العام؛ فيما فسّر المدنيون المذبحة كردِ فعلٍ على العصيان المدني الذي دخلَ فيهِ الشعب السوداني للضغط أكثر على المجلس العسكري من أجلِ تسليم السلطة للمدنيين.

## العتاد والعتيد
قدر محللون عدد قوات الدعم السريع بين 100-70 ألف فرد لهم قواعد وينتشرون في أنحاء السودان، أما العتاد فهو يتوزع على:
- 10.000 سيارة رباعية الدفع مزودة برشاشات ومضادات طيران.
- عدد غير معلوم من المدافع.
- لا توجد دبابات أو طائرات.